# Chen Qi (friidrottare)
Chen Qi, född 10 mars 1982, är en friidrottare från Kina. Han deltog vid olympiska sommarspelen 2008.